# Bioussac
Bioussac ist eine französische Gemeinde mit 208 Einwohnern (Stand: 1. Januar 2022) im Département Charente in der Region Nouvelle-Aquitaine; sie gehört zum Arrondissement Confolens und zum Kanton Charente-Nord. Die Einwohner werden Bioussacois genannt.

## Geographie
Bioussac liegt etwa 43 Kilometer nordnordöstlich von Angoulême. Am nordwestlichen Rand der Gemeinde fließt die Charente. Ihr späterer Zufluss Lizonne durchquert das Gemeindegebiet. Umgeben wird Bioussac von den Nachbargemeinden Taizé-Aizie im Nordwesten und Norden, Nanteuil-en-Vallée im Osten und Süden, Barro im Südwesten sowie Condac im Nordwesten.

## Bevölkerungsentwicklung
| Jahr                       | 1962 | 1968 | 1975 | 1982 | 1990 | 1999 | 2006 | 2019 |
| Einwohner                  | 469  | 383  | 311  | 224  | 244  | 226  | 219  | 215  |
| Quellen: Cassini und INSEE |      |      |      |      |      |      |      |      |

## Sehenswürdigkeiten
- Kirche Saint-Pierre aus dem 19. Jahrhundert
- Schloss, Domäne und Park Abrègement, seit 2014 Monument historique

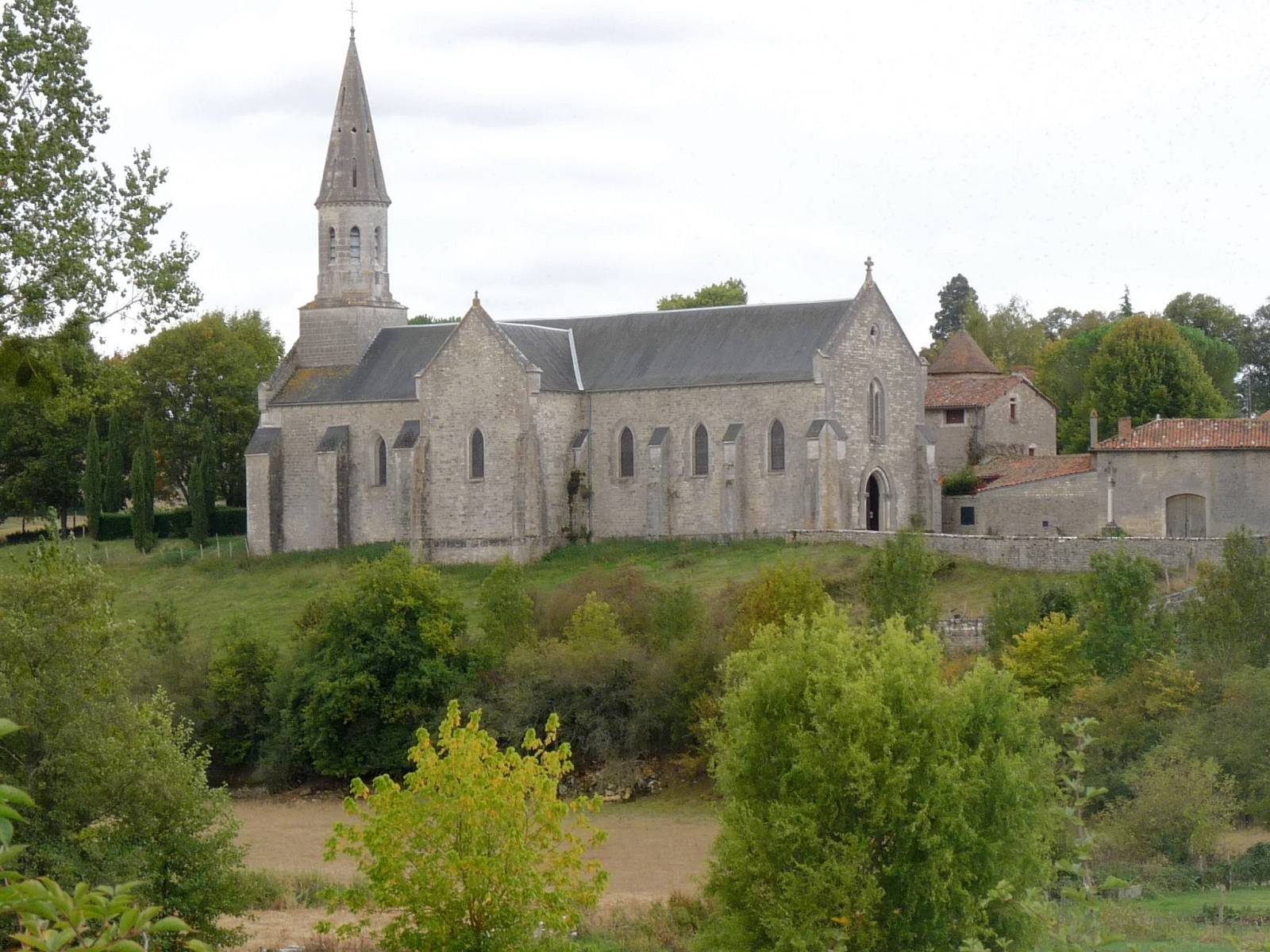
Kirche Saint-Pierre
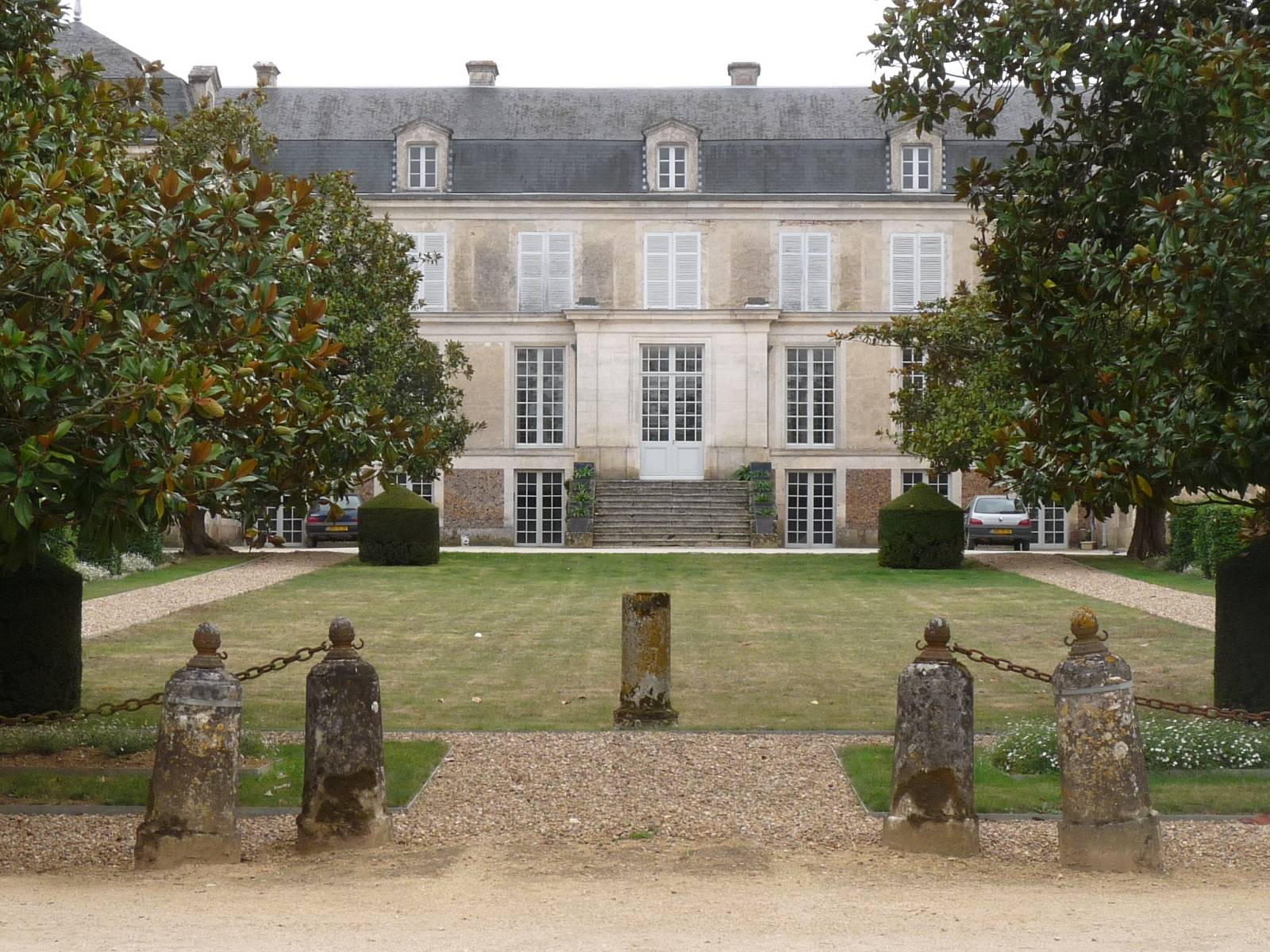
Schloss Abrègement